# North Atlantic Natural Resources
North Atlantic Natural Resources AB, NAN, är ett svenskt gruvföretag som 1997-2004 var börsnoterat på Stockholmsbörsens O-lista. NAN är ett dotterbolag till Lundin Mining och äger bland annat Storlidengruvan.

## Historik
ANA-aktien noterades på Stockholmsbörsens O-lista 24 juni 1997.
En koppar-zinkfyndighet i Storliden i Skelleftefältet upptäcktes 1998 och sattes i produktion som Storlidengruvan under 2002. Denna gruva utgör NAN:s huvudsakliga tillgång. Storliden drivs som ett samriskföretag mellan NAN och Boliden AB, där Boliden är
huvudentreprenör och operatör.
I december 2004 förvärvade Lunding Mining Bolidens aktieinnehav i NAN och kom sammanlagt upp i 74,0 procents ägarandel. Därmed inträdde budplikt och i januari 2005 erbjöd Lundin Mining aktieägarna att lösa in sitt innehav mot nyemitterade aktier i Lundin Mining eller kontanter. ANA-aktien avnoterades 29 april 2005.